# Schwarzstirnwürger
Der Schwarzstirnwürger (Lanius minor) ist ein Vertreter der Gattung Lanius innerhalb der Familie der Würger (Laniidae). Schwarzstirnwürger gleichen stark Arten aus der Gruppe der Raubwürger, sind jedoch etwas kleiner. Der obligate Langstreckenzieher mit Überwinterungsgebieten in den Savannen und Halbwüstengebieten der Kalahari ist von Ost- und Südosteuropa ostwärts bis Zentralasien verbreitet. Die Art war noch zur Mitte des 20. Jahrhunderts in vielen Gebieten West- und Mitteleuropas Brutvogel. Heute ist er in diesen Bereichen selten geworden und vielerorts ganz verschwunden.

## Merkmale

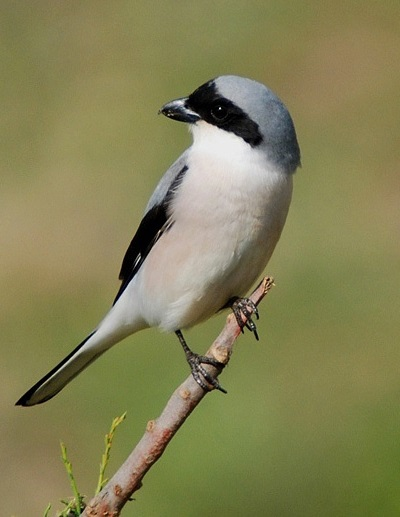
Adulter männlicher Schwarzstirnwürger

Mit einer Gesamtlänge von bis zu 20 Zentimetern ist der Schwarzstirnwürger etwa starengroß, jedoch bedeutend langschwänziger und schlanker als dieser. Er weist in der Verteilung der grauen, schwarzen und weißlichen Gefiederanteile sehr starke Gemeinsamkeiten mit dem Nördlichen und Südlichen Raubwürger auf, ist aber dennoch bei ausreichenden Beobachtungsbedingungen zweifelsfrei zu bestimmen.
Das Oberseitengefieder ist vom Scheitel über Nacken und Rücken ungezeichnet grau. Die Schultern sowie die Arm- und Handschwingen sind schwarz. Der Bürzel ist grau, ebenso der Ansatz des deutlich gestuften, im Verhältnis zu Raubwürgern etwas kürzeren Schwanzes. Ab der Mitte ist der Schwanz schwarz, die äußeren Steuerfedern sind beim Männchen jedoch weiß. Die Unterseite ist hell. Brust und Flanken sind deutlich rötlichbraun behaucht, der Bauch ist meist sehr hell gräulichbraun. Die weißen Basen der Handschwingen erzeugen beim sitzenden Vogel einen immer sichtbaren, recht breiten Flügelspiegel, beim fliegenden eine sichelförmige weiße Markierung. Die Kehle ist fast rein weiß und kontrastiert sehr stark mit der breiten schwarzen Gesichtsmaske, die sich von der Stirn über die Augen – die breit verdeckt werden – bis in den Nacken zieht. Der schwarze Schnabel ist deutlich gezähnt, hoch und breit. Die Beine und Zehen sind dunkel graubraun. Vereinzelt kommen sehr dunkle, melanistische Individuen vor.
Die Geschlechter unterscheiden sich in Größe und Gewicht nicht. Die Färbungsunterschiede lassen jedoch eine sichere Geschlechtsbestimmung zu. Weibchen sind insgesamt weniger kontrastreich gefärbt, die Schwarzanteile des Oberseitengefieders weisen einen gut erkennbaren Braunton auf. Die Gesichtsmaske ist bei weiblichen Schwarzstirnwürgern in den Umrissen zwar deutlich markiert, meist aber nicht schwarz ausgefärbt, sondern grauschwarz gesprenkelt. Insbesondere die Stirn ist sehr selten einheitlich schwarz, meist nur grauschwarz geflockt. Oft ist eine leichte Wellung und Sperberung des grauen Oberseiten- und hellen Unterseitengefieders zu erkennen.

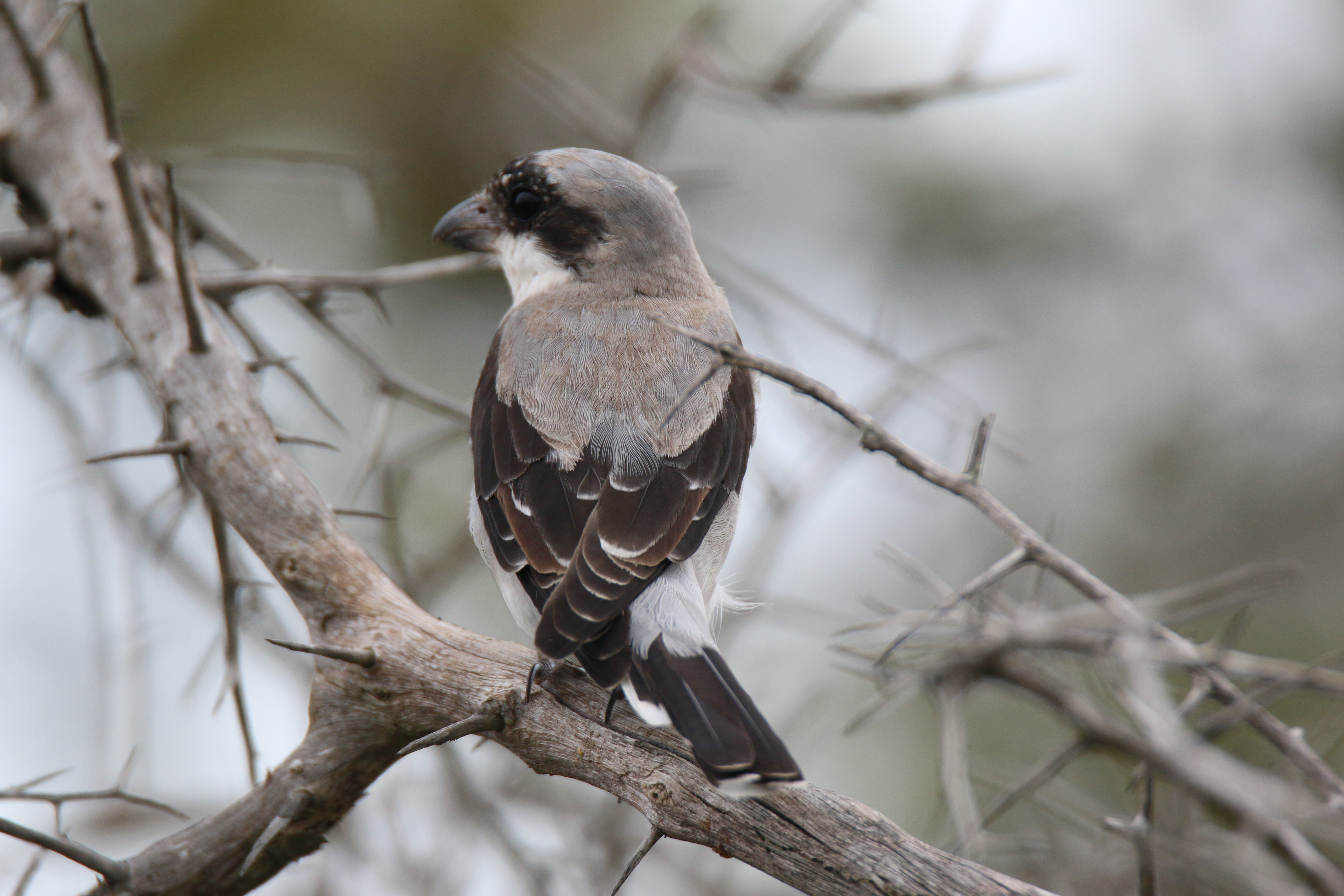
Ins Adultgefieder mausernder Schwarzstirnwürger im Überwinterungsgebiet

Bald nach dem Ausfliegen mausern Schwarzstirnwürger ins Jugendkleid, das bereits die Zeichnungskonturen des Erwachsenengefieders aufweist. Sie sind auf der Oberseite geflockt graubraun, die Flügel sind schwarzbraun. Vor allem die großen Armdecken weisen eine deutliche helle Randung auf. Der weiße Flügelspiegel ist bereits ausgebildet, auch die Augenmaske ist angedeutet. Die Unterseite ist hell, verwaschen schmutzigweiß und an den Flanken isabellfarben. Hier ist eine leichte Wellung und Sperberung des Gefieders zu erkennen. Im Winterquartier mausern die Jungvögel ins Adultkleid; nur selten sind einjährige Vögel mit Resten des Jugendgefieders im Brutgebiet anzutreffen.

### Verwechslungsmöglichkeiten
Der Schwarzstirnwürger kann mit den beiden Arten des Raubwürgers, auf dem Zug auch mit dem Graumantelwürger verwechselt werden. Von allen drei Arten unterscheidet er sich durch die wesentlich geringere Größe, von den Raubwürgern durch die breite, zum Scheitel hin niemals weiß gerandete Gesichtsmaske, sowie durch die schlankere, weit weniger wuchtige Gestalt. Der Flügelspiegel ist ausgeprägter und auf die Handschwingen beschränkt. Schwarzstirnwürger sitzen meist aufrechter als Raubwürger. Der Graumantelwürger ist fast nur in Gruppen anzutreffen. Er ist auffallend langschwänzig. Der Schwanz ist im Gegensatz zum Schwarzstirnwürger in seiner zweiten Hälfte zur Gänze schwarz. Junge Schwarzstirnwürger sind von juvenilen Raubwürgern nur durch ihre geringere Größe sicher zu unterscheiden.

### Stimme
Der Gesang ist ein würgertypisches, anhaltendes Schwatzen, in das neben den für die Art charakteristischen krächzenden und gepressten Lauten viele, zum Teil sehr gute Imitationen anderer Vogelarten und Geräusche der Kulturlandschaft oder Hundegebell eingebettet sein können (Hörbeispiel als Video). Verschiedenste Vogelarten werden imitiert. Dem Gesang geht meist ein abgesetztes Eingangselement voraus. Der Reviergesang ist ein anhaltendes moduliertes Schilpen, das in einem langsamen Imponierflug vorgetragen wird.
Außerdem verfügen Schwarzstirnwürger über ein reiches Repertoire an Rufen. Die meisten klingen krächzend und rau. Erregungsrufe sind gereihte reck…sreck-Folgen (Hörbeispiel), beziehungsweise würgertypisches Tschäckern (Hörbeispiel), beim Erscheinen von Fressfeinden sind laute gä…gägä-Folgen zu hören. Ein intimer, leiser Kontaktruf, vor allem beim Nestbau, beim Balzfüttern oder bei der Futterübergabe geäußert, ist ein leises Krett.

## Verbreitung

Verbreitung des Schwarzstirnwürgers
Brutgebiete
Überwinterungsgebiete

Der Schwarzstirnwürger ist vom östlichen Mitteleuropa ostwärts bis an die Westgrenze der Mongolei und bis in die Grenzregionen des nordwestlichen Chinas verbreitet. Die dichteren Vorkommen beginnen in Ungarn, der Slowakei und auf der Balkanhalbinsel, wo in Rumänien allein etwa die Hälfte des europäischen Gesamtbestandes brütet, umfassen im Südosten weite Teile der Türkei, das Kaukasusgebiet und reichen bis in den Nordiran. Nach Osten setzten sie sich über die Ukraine und das nordöstliche Schwarzmeergebiet fort und reichen weit in den Steppengürtel der zentralasiatischen Staaten. In Nordosteuropa bestehen schwindende, beziehungsweise sehr kleine Brutvorkommen in Polen, Litauen und Belarus sowie starke Populationen im europäischen und asiatischen Teil Russlands. Die östlichsten Brutgebiete liegen bei etwa 85° Ost, die nördlichsten bei 55° Nord.
Die früher nicht unbedeutenden Vorkommen im zentralen und westlichen Teil Europas sind bis auf Reste in Nordspanien und Südfrankreich weitgehend erloschen. In Italien ist die Verbreitung des Schwarzstirnwürgers stark fragmentiert.
In der Schweiz und in Deutschland brütet der Schwarzstirnwürger zurzeit nicht. In Österreich kommt es fallweise zu Bruten von Einzelpaaren, vor allem im Seewinkel sowie in der südlichen Steiermark.
Den borealen Winter verbringt fast die gesamte Weltpopulation in der Kalahari im südlichen Afrika, vor allem in Botswana. Das Winterareal ist nach Harris fünfmal kleiner als das Brutgebiet, nach Herremans umfasst es nur ein Zehntel. Nur wenige Schwarzstirnwürger überwintern weiter nördlich dieses Gebietes, einige wenige schon im Irak und im Süden der Arabischen Halbinsel.

### Wanderungen
Alle Populationen sind Langstreckenzieher. Die meisten europäischen Vögel verlassen ihre Brutgebiete im August und September, die ersten Nichtbrüter schon Ende Juli. Sie ziehen in einem Korridor zwischen Südwest und Südost meist über den Balkan nach Süden, überqueren das Mittelmeer auf der ägäischen Inselbrücke und erreichen in einem relativ schmalen Bereich im Grenzgebiet zwischen Libyen und Ägypten das afrikanische Festland. Weiter nach Süden folgen die meisten dem Niltal. Die kleinasiatischen Brutvögel ziehen entlang der Westküste des Roten Meeres, die zentralasiatischen überqueren den Persischen Golf und den Südteil der Arabischen Halbinsel und erreichen Afrika im Bereich des Horns von Afrika. Schwarzstirnwürger ziehen nachts. Sie benötigen für den Wegzug zwischen acht und zehn Wochen. In den Winterquartieren verweilen sie bis zu 22 Wochen. Der Heimzug erfolgt auf etwas östlicheren Routen (Schleifenzug) und dauert nur sechs bis acht Wochen. Die Winterquartiere werden von der Mehrzahl der Tiere innerhalb weniger Tage verlassen. Die ersten Schwarzstirnwürger erreichen bereits Mitte April die Brutgebiete, die Mehrzahl trifft jedoch erst Anfang bis Mitte Mai ein.

## Lebensraum
Der Schwarzstirnwürger besiedelt in seinem gesamten Verbreitungsgebiet häufig Biotope, die zumindest teilweise vom Menschen gestaltet und meist, zumindest extensiv, genutzt werden. Von allen paläarktischen Würgerarten bevorzugt er die trockensten Habitate, in vollkommen wasserlosen Regionen brütet er jedoch nicht. Wichtige Requisiten eines geeigneten Schwarzstirnwürgerhabitats sind neben dem ausreichenden Nahrungsangebot einzeln stehende Bäume und freie, kurzrasige Flächen, in die völlig unbewachsene Areale eingebettet sein können. Die Art der Bäume scheint keine Rolle zu spielen, meist handelt es sich jedoch um Laubbäume. Nur in den hochgelegenen Brutgebieten Mittelasiens kommt die Art in alten Wacholderbeständen vor. Baumfreie, nur von Sträuchern oder Büschen bestandene Regionen, besiedelt der Schwarzstirnwürger im Gegensatz zu den meisten anderen Würgerarten nicht. In der Pistaziensavanne im Süden Turkmenistans kommt er nur dann als Brutvogel vor, wenn die Wuchsform der Pistazie Baumcharakter annimmt. Er bewohnt aufgelockerte Baumsteppen bis in die äußersten Randgebiete der borealen Wälder ebenso wie Trocken- und Gebirgssteppen, solange ausreichend Bäume zur Verfügung stehen. Schwarzstirnwürger brüten in weitflächigen, im Idealfall beweideten Obstgärten mit großen Baumabständen, in Weingärten, in baumbestandenen Weiden, oft in Alleen entlang von Straßen- und Bahndämmen oder in zum Beispiel aus Pappeln gebildeten Windschutzstreifen, die Kulturland begrenzen. Er meidet die Nähe des Menschen weniger als die anderen europäischen Würger. Brutplätze in unmittelbarer Nähe zu bewohnten Häusern sind ebenso bekannt wie solche in Parks inmitten von Großstädten. In Europa liegen seine Brutgebiete unter 900 Metern, in Teilen Zentralasiens und im Kaukasus kommt er noch in Höhen von über 2000 Metern als Brutvogel vor.

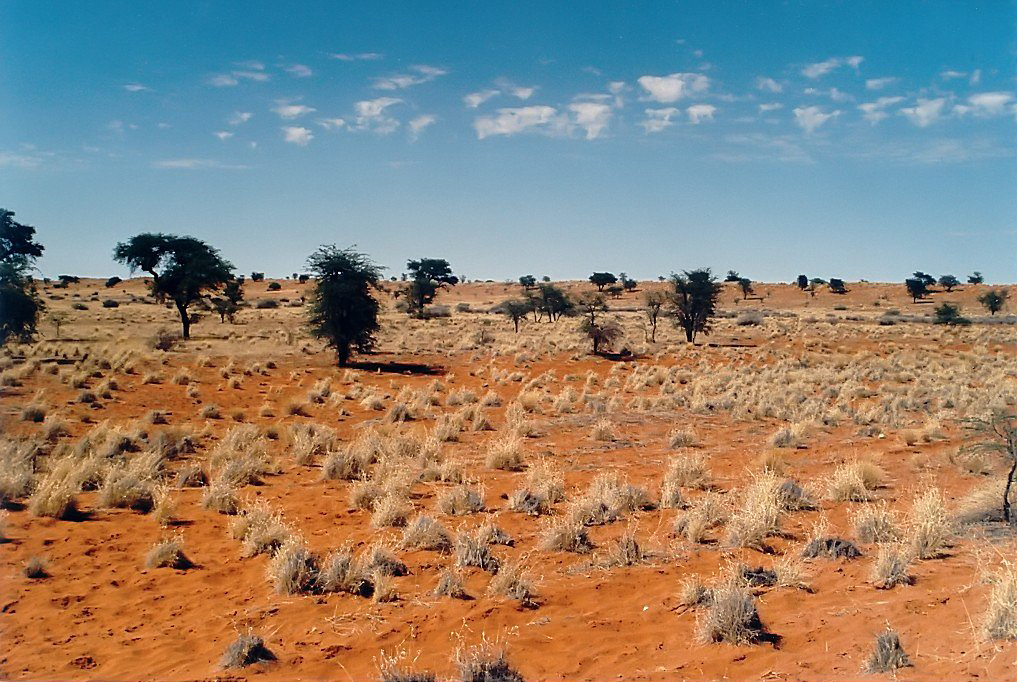
Habitat des Schwarzstirnwürgers im Überwinterungsgebiet in der Kalahari

Im borealen Winter ist er ein Charaktervogel der offenen Akazien- und Dornbuschsavanne. Dort wo sich die Überwinterungsgebiete mit denen des Neuntöters überschneiden, bevorzugt der Schwarzstirnwürger die trockeneren Habitate. Er bewohnt aufgelockerte Mopanewälder sowie kultiviertes Land, wo er häufig Leitungsdrähte oder die Pfähle von Viehzäunen als Warten benutzt.
Wie einige andere Würgerarten neigen Schwarzstirnwürger zu aufgelockert koloniehaftem Brüten, sodass es zu relativ großen Bestandsdichten auf verhältnismäßig kleinem Raum kommen kann, benachbarte, ebenfalls gut geeignete Habitate aber ungenutzt bleiben. So brüteten nahe Odessa in einem nur 0,6 Hektar großen Bereich acht Paare erfolgreich. Solch hohe Siedlungsdichten bilden jedoch die Ausnahme. In der Regel liegen die Nestabstände zwischen 50 und 300 Metern.

## Nahrung und Nahrungserwerb
Der Schwarzstirnwürger ernährt sich fast ausschließlich von Insekten, vor allem von am Boden lebenden Käfern, die über 90 % der Gesamtnahrungsmenge ausmachen können. Er bevorzugt größere Arten, doch werden Beutetiere bereits ab einer Größe von etwa 5 Millimetern aufgenommen. Er frisst, wie andere Würger, auch Arten, die sich durch Stinkdrüsen oder durch eine besondere Warntracht schützen. Im Winterquartier gehört der Wüstenlaufkäfer zu seinen Beutetieren, der ein ätzendes Sekret absondert. Neben Käfern werden Grillen sowie Feld- und Laubheuschrecken häufig erbeutet. Wirbeltiere, insbesondere Mäuse, Spitzmäuse und Vögel spielen nur eine sehr untergeordnete Rolle, noch seltener finden sich Amphibien, verschiedene Spinnen, Schnecken oder Würmer unter den Nahrungstieren. In extremen Notsituationen kann es dazu kommen, dass Schwarzstirnwürger die eigene Brut verzehren (Kronismus). Zumindest im Überwinterungsgebiet wurde die Art bislang nicht beim Trinken beobachtet.
Unter den Käfern überwiegen in allen Untersuchungen Laufkäfer, mit großem Abstand gefolgt von Rüsselkäfern, Aaskäfern und Blatthornkäfern. Besonders häufig gefressene Arten sind im Brutgebiet Grabkäfer, zum Beispiel Pterostichus vulgaris, der Maikäfer, oder Arten der Totengräber, doch richtet sich die Artzusammensetzung nach dem jeweiligen Angebot.
Vorherrschende Jagdmethode des Schwarzstirnwürgers ist die Ansitzjagd. Die Warten liegen meist in 2–3 Metern Höhe. Höhere Büsche, Seitenäste von Bäumen, abgestelltes landwirtschaftliches Gerät, sehr häufig Stromleitungen, im Überwinterungsgebiet auch Termitenhügel und viele andere, einen guten Überblick bietende, erhöhte Positionen können als Warten dienen. Beim Fehlen von Warten rütteln Schwarzstirnwürger ausdauernd. Die Beute wird meist am Boden geschlagen und dort verzehrt, größere Beutetiere aber zu einem Ansitz gebracht und dort zum Verzehr vorbereitet, wobei sie mit einem Fuß festgehalten werden. Gelegentlich fängt er Beutetiere wie Maikäfer, Rosenkäfer oder Hummeln und andere geradlinig fliegende Insektenarten in der Luft.
Schwarzstirnwürger spießen Nahrungstiere nur äußerst selten auf; auch auf andere Art legen sie keine Vorräte an. Das Fehlen dieser Verhaltensweisen macht sie bei Nahrungsknappheit besonders anfällig.

## Territoriales und antagonistisches Verhalten
Die Territorialität und die damit verbundene Aggressivität ist bei dieser Art individuell sehr verschieden. Im Minimalfall verteidigt der Schwarzstirnwürger nur den Neststandort selbst sowie ein kleines umliegendes Gebiet. In der Nähe brütende Artgenossen werden weitgehend ignoriert. Die Nahrungsterritorien der Reviernachbarn können weiträumig überlappen, ohne dass es zu Rivalitäten kommt. Im gegensätzlichen Fall können die Reviere jedoch bedeutend umfangreicher sein, mehrere Lieblingswarten umfassen und aggressiv verteidigt werden. Gegenüber anderen Vogelarten und anderen Würgern kann der Schwarzstirnwürger ausgesprochen tolerant sein. Schwarzstirnwürger erkennen die Reviere benachbarter, aggressiverer Würgerarten sehr rasch und respektieren sie. So wurde einmal eine Brutaggregation von Pirol, Raubwürger, Rotkopfwürger und Schwarzstirnwürger beobachtet, ohne dass nennenswerte Auseinandersetzungen festzustellen gewesen wären.
In den Überwinterungsgebieten sind oft kleine Gruppen von Schwarzstirnwürgern gemeinsam anzutreffen, oft vergesellschaftet mit anderen Vogelarten wie Rotfußfalken oder Wacholderdrosseln.
Antagonistische Verhaltensweisen gegenüber Artgenossen sind vor allem in der Vorbrutzeit sowie in der frühen Brutzeit häufig. Meist reichen Imponierstellung, Entgegenfliegen und laute Rufe aus, um einen eindringenden Artgenossen zu vertreiben. Es kann zu Verfolgungsjagden kommen, die aber nur sehr selten zu Berührungskämpfen führen.
Vor Nesträubern wie Krähenvögeln oder verschiedenen Greifvogelarten warnen Schwarzstirnwürger mit lautem Gezeter. Bei großer Annäherung fliegen sie diese direkt an und attackieren sie bis zur Berührung. An dieser Abwehr beteiligen sich oft mehrere benachbart brütende Paare. Das Fluchtverhalten vor Menschen ist regional und wohl individuell sehr unterschiedlich. Im Winterquartier verhalten sich Schwarzstirnwürger bedeutend scheuer als etwa der Neuntöter.

## Brutbiologie
Schwarzstirnwürger werden am Ende ihres ersten Lebensjahres geschlechtsreif. Soweit bekannt, führen sie eine monogame Saisonehe. Da vor allem die Weibchen eine geringe Brutortstreue zeigen, dürften Wiederverpaarungen letztjähriger Partner eher selten vorkommen. Schwarzstirnwürger brüten nur einmal im Jahr. Bei Gelegeverlust und bei Brutverlust im frühen Nestlingsstadium kommt es zu einem Ersatzgelege, fast immer in einem anderen Brutbaum, oft in einem völlig neuen Revier.

### Balz, Nestbau und Nest
Häufig erscheinen Schwarzstirnwürger bereits angepaart im Brutrevier, dann erfolgt die Balz recht heimlich. Unverpaarte Männchen sind jedoch sehr auffällig. Im Balzflug fliegt das Männchen mit sehr flachen Flügelschlägen langsam kreisend, oft segelnd, niedrig über das Revier. Kommt ein Weibchen, setzt es sich bald daneben, verbeugt sich, wechselt von einer Seite zur anderen. Bei den Verbeugungen zittert es mit den Flügeln, der Schwanz ist gespreizt. Gelegentlich fliegt es auf und vollführt in einer Astgabelung ritualisierte Nistmuldebewegungen. Sehr bald bringt es auch Beutetiere und übergibt sie dem Weibchen. Dieses verhält sich eine gewisse Zeit recht passiv und nimmt zu Beginn die dargebotenen Futtertiere oft nicht an. Abgeschlossen ist die Paarbildung, wenn beide gemeinsam einen Nistplatz auswählen und mit dem Nestbau beginnen. Zu diesem Zeitpunkt finden die ersten Kopulationen statt.
Nestträger sind fast immer Bäume, nur in sehr seltenen Ausnahmefällen auch höhere Büsche. Die Baumart variiert stark, doch scheinen in manchen Gegenden Pyramidenpappeln bevorzugt zu werden. Das Nest ist ein kompakter, festgefügter Napf, der ausschließlich aus frischen Pflanzenstängeln in Höhen zwischen 4 und 12 (ausnahmsweise 20) Metern, oft nahe am Stamm, aber auch in Gabelungen von Seitenästen, gelegentlich auch in alten Elstern- oder Krähennestern errichtet wird. Aromatisch duftende Gewächse wie Kamille, Salbei oder Beifuß, beziehungsweise weiß behaarte Pflanzen werden beim Nestbau bevorzugt. Holziges Material wird nicht verbaut. Innen wird der Napf mit weichen Pflanzenfasern, Tier- und Pflanzenwolle, Vogelfedern und Tierhaaren ausgekleidet.

### Gelege und Brut

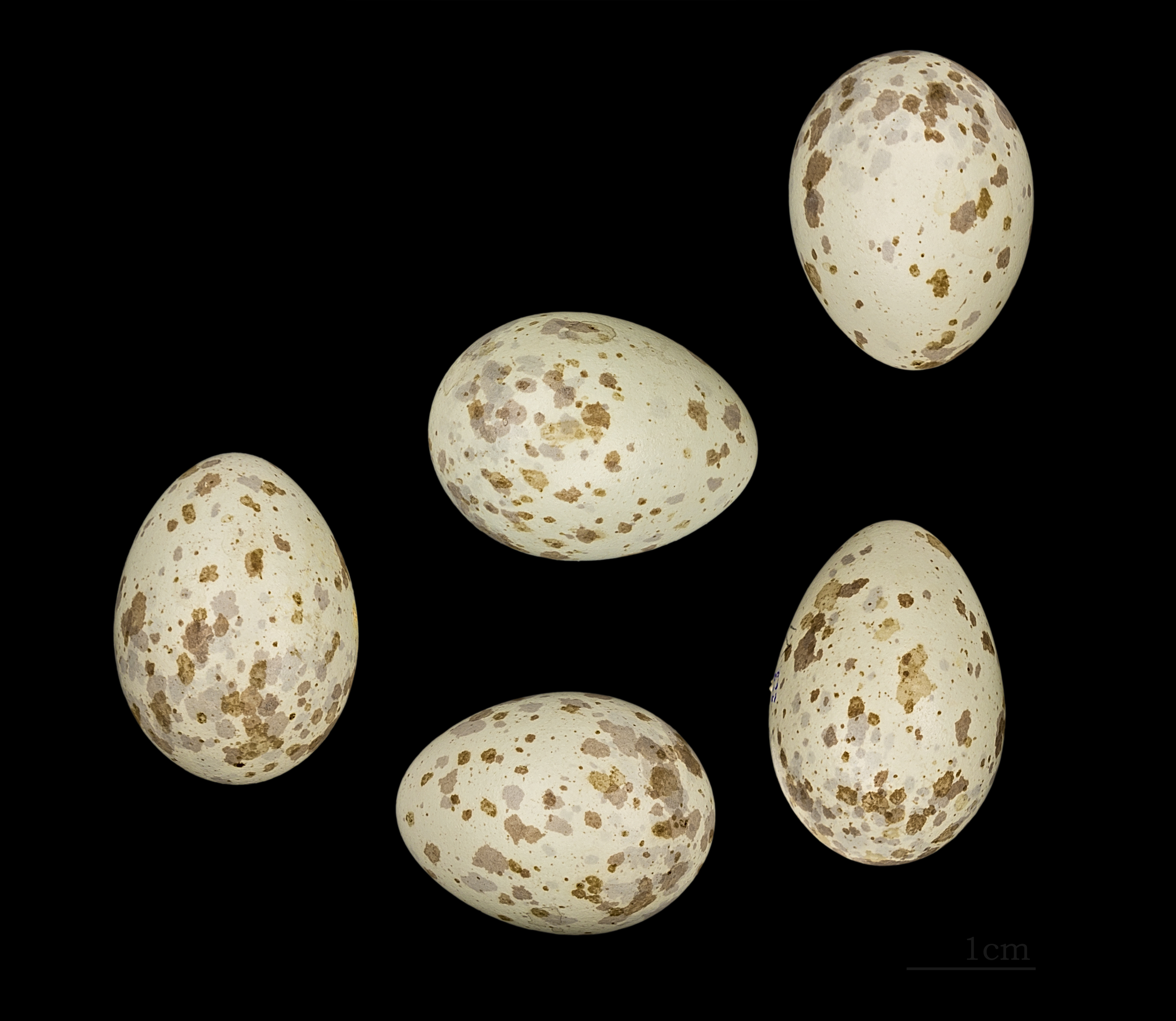
Lanius minor

Das Gelege besteht aus 5–6 (3–9) Eiern mit Maßen von durchschnittlich 25 × 18 Millimetern, die auf blaugrauem Grund am stumpfen Pol kranzartig grünbraun oder olivgrün gefleckt sind. Nachgelege sind kleiner und können nur drei Eier umfassen. Die Eier werden im Tagesabstand gelegt und ab dem vorletzten Ei ausschließlich vom Weibchen bebrütet. Während der Brutzeit und der frühen Nestlingszeit versorgt das Männchen das Weibchen mit Nahrung, dieses verlässt das Nest zur Nahrungssuche gelegentlich auch selbst. Die Jungen schlüpfen nach etwa 15 Tagen. Bei größeren Gelegen kann sich der Schlupfprozess über mehrere Tage hinziehen, sodass zwischen den Jungen erhebliche Entwicklungsunterschiede bestehen können. Die Küken schlüpfen nackt; ab dem 8. Tag beginnen sich die Federfahnen zu öffnen, am 11. Tag sind sie weitgehend vollständig befiedert. Sie werden in den ersten Tagen vom Weibchen gehudert und mit der vom Männchen herangeschafften Nahrung gefüttert; später beteiligt sich das Weibchen an der Futtersuche. Die Jungen verlassen witterungsabhängig nach etwa 16 Tagen das Nest, verbleiben aber noch zumindest einen Tag im Brutbaum. Die Eltern versorgen die Jungen noch mindestens zwei Wochen, manchmal in zwei getrennten Führungsgruppen.

### Bruterfolg und Lebenserwartung
Es liegen nur wenige Untersuchungen zum Bruterfolg des Schwarzstirnwürgers vor. Generell zeigt sich eine sehr starke Abhängigkeit des Bruterfolges von der Witterung während der Brutzeit. In Rheinland-Pfalz gingen in den frühen 1960er Jahren von 147 kontrollierten Gelegen 33,5 Prozent bis zum Beringungsalter der Jungen durch Prädation oder Witterungseinflüsse verloren. Dieser für Würger nicht ungünstige Prozentsatz stieg jedoch in den nasskalten Sommern der Jahre 1965–1967 auf 59–75 Prozent an. Generell scheint der Schwarzstirnwürger bei günstigen Witterungsbedingungen bessere Bruterfolge erzielen zu können als der Rotkopfwürger. Neben Witterungseinflüssen führen Störungen am Brutplatz sowie Prädation durch kleine Säugetiere, Krähenvögel und Eulen, in Mittelasien auch durch Schlangen, zu Brutausfällen.
Zur Lebenserwartung liegen keine Daten vor.

## Systematik
Der Schwarzstirnwürger ist eine der über 30 Arten der Gattung Lanius. Ihre Vertreter sind in Afrika, Europa und Asien weit verbreitet. In Nordamerika kommen nur zwei Arten vor, in Südamerika und Australien brüten keine Arten dieser Gattung. Innerhalb dieser Gattung ist der Schwarzstirnwürger wahrscheinlich am nächsten mit dem in Afrika südlich des Regenwaldgürtels beheimateten Langschwanzwürger und dem Rotkopfwürger verwandt. In seltenen Fällen hybridisiert der Schwarzstirnwürger mit anderen Würgerarten. Zwei Fälle von Mischbruten mit dem Neuntöter sowie Balzverhalten gegenüber dem Rotschulterwürger wurden beobachtet.
Meist wird von der im westlichen Teil des Verbreitungsgebietes bis Westrussland vorkommenden Nominatform die etwas größere und hellere Unterart L. minor turanicus unterschieden, doch ist diese Subspezies nicht allgemein anerkannt.

## Bestand- und Bestandsentwicklung
Die IUCN listet den Schwarzstirnwürger in keiner Gefährdungsstufe. Als leicht rückgängig beurteilt BirdLife Europe die Bestandssituation der Art. Bestandszunahmen in Bulgarien und Russland stehen Abnahmen in den übrigen europäischen Brutgebieten gegenüber. Der Schwerpunkt der Verbreitung in Europa liegt in Rumänien, wo BirdLife
Europe bis zu 857.000 Brutpaare vermutet, eine Zahl, die jedoch nach Harris, der nur 70.000 angibt, zu hoch sein dürfte. Bestandsschätzungen für die außereuropäischen Brutvorkommen bestehen nicht.
Da die Art in einem relativ kleinen, unfragmentierten Bereich überwintert, lässt sich durch Zählungen in diesem Gebiet der Weltgesamtbestand mit etwa 6 Millionen Individuen relativ genau hochrechnen.
Der Bestand des Schwarzstirnwürgers ist generell großen Schwankungen unterworfen, die vor allem mit ungünstigen Wetterbedingungen während der Brutzeit in Zusammenhang zu bringen sind. Besonders gravierend wirken sich diese Bestandsschwankungen in den Randzonen des Verbreitungsgebietes aus. Nach einem fast völligen Bestandszusammenbruch zu Beginn des zwanzigsten Jahrhunderts erholten sich die Bestände in Mitteleuropa um die Mitte des Jahrhunderts wieder. Gegen Ende der 1950er Jahre brüteten in Deutschland mehr als 1000 Paare, in Österreich an die 500 und auch in der Schweiz bestanden noch recht starke Brutvorkommen. Danach setzte ein rapider Rückgang ein, der einerseits mit den nasskalten Sommern der späten 1960er Jahre in Verbindung zu bringen ist, andererseits durch die Intensivierung des Pestizideintrages und durch Habitatzerstörung in den Brutgebieten begründet ist. Von diesem Bestandseinbruch hat sich die Art in weiten Teilen der mittel- und nordosteuropäischen Randzonen bisher nicht erholt. Außerdem wirkt sich die direkte Verfolgung, vor allem auf dem Zug, bestandsminimierend aus, während die Insektenbekämpfung in den Überwinterungsgebieten nur eine sehr geringe Rolle spielen dürfte.